# Huguley
Huguley – jednostka osadnicza w Stanach Zjednoczonych, w stanie Alabama, w hrabstwie Chambers.